# زیبنلن
زیبنلن (به آلمانی: Siebenlehn) یک منطقهٔ مسکونی در آلمان است که در گرسشیرما واقع شده‌است. زیبنلن ۱٬۴۹۶ نفر جمعیت دارد و ۳۲۵ متر بالاتر از سطح دریا واقع شده‌است.